# Fran Rico
Fran Rico, właśc. Francisco Manuel Rico Castro (ur. 3 sierpnia 1987 w Portonovo) – hiszpański piłkarz występujący na pozycji pomocnika.